# Czesław Chruszczewski
Czesław Leszek Chruszczewski (8. května 1922, Lodž – 12. února 1982, Poznaň) byl polský novinář, prozaik a dramatik, autor vědeckofantastických příběhů.

## Život
Pocházel z rodiny novináře. Za druhé světové války působil v odboji a zúčastnil se Varšavského povstání. Po válce žil nejprve v Kališu a pak trvale v Poznani. Pracoval tu jako novinář v Expressie Poznańskim a od roku 1958 jako rozhlasový redaktor. V letech 1975–1981 byl prezidentem poznaňské pobočky Svazu polských spisovatelů. Několik let vykonával funkci generálního tajemníka Evropské společnosti pro science fiction (European Science Fiction Society) a patřil k hlavním organizátorům Euroconu (European Science Fiction Convention) v Poznani v roce 1976.
Napsal téměř sto rozhlasových a devět televizních her. Vydal devět sbírek sci-fi povídek a tři romány a uspořádal dvě sci-fi antologie. Fantastické motivy byly ale pro něho jen záminkou pro literárně stylizované filozofické a etické úvahy. Jeho prózy se vyznačují svébytnou poetikou, jejíž hodnocení bylo často kontroverzní. Postupně se stal jedním z předních představitelů polské science fiction. Za své dílo obdržel řadu polských literárních cen a třikrát získal cenu Euroconu.

## Dílo

### Sbírky povídek
- Bardzo dziwny świat (1960, Velice podivný svět), pod pseudonymem Paweł Rewicz.
- Magiczne schody (1965, Magické schody).
- Pacyfik-Niebo (1967, Pacifik–Nebe).
- Bitwa pod Pharsalos (1969, Bitva u Farsalu).
- Różne odcienie bieli (1970, Různé odstíny bílé).
- Rok 10 000 (1973, Rok 10 000).
- Dookoła tyle cudów (1973, Kolem je tolik zázraků).
- Potrójny czas galaktyki (1976, Trojnásobný čas Galaxie).
- Miasto nie z tej planety (1981, Město z jiné planety).

### Romány
- Fenomen Kosmosu (1975, Fenomén vesmíru), román o vesmírné expedici, která má za úkol najít mimozemské civilizace.
- Gdy niebo spadło na ziemię (1978, Když nebe spadlo na Zem), historie obrovské vesmírné lodi Archa II, která byla vytvořena pro záchranu části lidstva.
- Powtórne stworzenie świata (1979, Druhé stvoření světa), lidstvu hrozí obrovské nebezpečí spočívající ve snaze neznámých agresorů proniknout do lidského vědomí a podřídit si jej.

### Hry (výběr)
- Fotel na autostradzie (1958, Židle na autostrádě), rozhlasová hra.
- Trzy noce (1959, Tři noci), televizní hra.
- Zabawa w morderstwo (1959), televizní hra.
- Kontakt (1964), rozhlasová hra.
- Droga do nieśmiertelności (1968, Cesta k nesmrtelnosti), rozhlasová hra.
- Droga do domu prowadzi przez Księżyc (1969, Cesta domů vede přes Měsíc), rozhlasová hra.
- Przedsionek raju (1973, Předsíň ráje), rozhlasová hra.
- Żyje się tylko raz (1985, Žije se jen jednou), rozhlasová hra.

### Antologie, kterých byl editorem
- Ludzie i gwiazdy (1976, Lidé a hvězdy), antologie sci-fi povídek autorů zemí tehdejšího východního bloku.
- Gwiazdy Galaktyki (1981, Hvězdy Galaxie), antologie maďarských sci-fi povídek..

## Filmové adaptace
- Gdzie jestes, Luizo? (1964, Kde jsi Luiso), polský televizní film podle autorovy rozhlasové hry Fotel na autostradzie (Židle na autostrádě), režie Janusz Kubik.

## Česká vydání
Česky od autora vyšlo v různých antologiích a časopisech pouze devět povídek:
- Dva konce světa (1960, Dwa krańce świata), vyšlo v antologii Rakety z Tantalu, Státní nakladatelství dětské knihy, Praha 1964, přeložil Jaroslav Simonides.
- Manneken Pis (1976), vyšlo v revui Světová literatura, 1978, číslo 3.
- Strom-nestrom (1976, Drzewo nie-drzewo), vyšlo v revui Světová literatura, 1978, číslo 3.
- Třetí pravda (1976, Trzecia prawda), vyšlo v revui Světová literatura, 1978, číslo 3.
- Nešlapejte po trávnících (1966, Nie deptać trawników), vyšlo v časopise Literární měsíčník, 1978, číslo 6, přeložila Jasna Tolimatová.
- Různé odstíny bílé (1970, Różne odcienie bieli), vyšlo v antologii Fantastika 80, Lidové nakladatelství, Praha 1980, přeložila Helena Stachová.
- David a Goliáš (1976, Dawid i Goliat), vyšlo v antologii Touha po modrém nebi, Práce, Praha 1981, přeložil Ludvík Štěpán.
- Město (1976, Město), vyšlo neperiodickém věstníku Prázdninové Sci-fi určeném pro interní potřebu SFK při hvězdárně v Teplicích roku 1983.
- Tříčlenná hlídka (1976, Patrol trzech), vyšlo v antologii Hledání budoucího času, Práce, Praha 1985, přeložil Ludvík Štěpán.